# Chauhans
Els chauhans són un clan rajput de l'Índia (hindú चौहान, urdú چوہان). Segons la tradició és una de les quatre derivacions d'Agnikula, les flames de foc que foren creades pels déus a la anali kund o font de foc al Mont Abu per lluitar contra els dimonis o asures. Els chauhans són un dels 36 clans dirigents dels rajputs.
Estan dividits en diverses branques destacant les dels sonigares, hades, deores, kheechis i bhadàuries, Dinasties chauhans van governar a diversos llocs destacant a Nadol, Jalor, Ajmer amb Delhi, Haraoti (Bundi i Kotah) i Sirohi.

## Els mites de l'origen
La paraula Chauhan és la forma vernacla del terme sànscrit Chahamana. Diverses inscripcions Chauhans esmenten un heroi llegendari anomenat Chahamana com el seu avantpassat, però cap d'ells indicaven el període en què va viure.
La inscripció més antiga existent que descriu l'origen dels Chauhans és la inscripció de Ratnapala, un governant de la dinastia Chahamana de Naddula del 1119 a Sewardi o Sevadi. D'acord amb aquesta inscripció, l'avantpassat dels Chahamanes va néixer des de l'ull d'Indra.
La inscripció de la Roca de Bijolia del 1170 de la dinbastia chahamana de Shakambhari sota el rei Someshvara afirma que el seu avantpassat Samantaraja va néixer a Ahichchhatrapura (possiblement moderna Nagaur)) al gotra (clan) del savi Vatsa. La inscrioció (datada el 1262) al turó Sundha del chahamana de Jalore, el rei Chachiga-Deva, estableix que l'avantpassat de la dinastia Chahamana fou "una font d'alegria" al clan Vatsa. El 1320 al mont Abu (temple d'Achaleshwar) una inscripció de la dinastia chauhan de Deora, del rei Lumbha, afirma que Vatsa va crear els Chahamanes com un nou llinatge de guerrers, després que de la dinastia solar i la dinastia lunar havien deixat d'existir.
La inscripció de la dinastia shakambari chahamana d'Ajmer, rei Vigraharaja IV (vers 1150-1164) afirma que Chahamana pertanyia a la dinastia solar, que descendeix d'Ikshvaku i Rama. Al segle xii el Prithviraja Vijaya mahakavya, compost pel poeta de la cort de Prithviraja III, Jayanaka, també reclama un origen en la dinastia solar per a la dinastia regnant. D'acord amb aquest text, Chahamana va venir a la terra d'Arkamandal (l'òrbita del sol).
El segle xv l' Hammira Mahakavya de Nayachandra Suri, que descriu el govern de la branca Hammira de Ranthambore, dona compte del següent: Un cop Brahma estava vagant a la recerca d'un lloc propici per dur a terme un sacrifici ritual. Va triar en última instància el lloc on va caure un lotus de la seva mà; aquest lloc va arribar a ser conegut com a Pushkara. Brahma volia protegir la seva cerimònia de sacrifici contra la interferència dels Danaves (éssers no creients). Per tant, es va entendre amb el Sol, i un heroi va entrar en acció a partir de l'orbe del sol. Aquest heroi era Chohan, l'avantpassat de la dinastia dels Hammira. La referència més antiga existent del Prithviraj Raso del poeta Chand Bardaï, datat al segle xv o XVI, estableix que el primer rei Chauhan - Manikya Rai - va néixer del sacrifici de Brahma. L'obra del segle xvi Surjana-Charita, composta pel poeta bengalí Chandra Shekhara sota el patrocini del governant de Ranthambore Rao Surjana, conté un relat similar. Afirma que Brahma va crear el primer Chahamana del disc solar durant una cerimònia de sacrifici a Pushkara.
Malgrat aquests mites anteriors, el mite de l'Agnivanshi (o Agnikula) es va convertir en el més popular entre els Chauhans i altres clans Rajput. Segons aquest mite, alguns dels clans Rajput es van originar a partir d'Agni, en un pou de foc de sacrificis. Aquesta llegenda va ser inventada probablement pel poeta del segle X de la cort Paramara, Padmagupta; la Nava-Sahasanka-Charita esmenta només el Paramares com nascuts del foc. La inclusió dels Chauhans en el mite Agnivanshi es remunta a les compilacions posteriors del Prithviraj Raso. En aquesta versió de la llegenda, Vashistha i altres grans savis comencen una cerimònia de sacrifici a la Muntanya Abu. El ritual va ser interromput pels dimonis per desfer-se dels quals Vashistha va crear als progenitors de tres dinasties de Rajputs de la boca de foc del sacrifici. Aquests van ser Parihar (els Pratihares), Chaluk (els Chalukya o Solankis) i Parmar (els Paramara). Aquests herois no van ser capaços de derrotar els dimonis. Per tant, els savis van pregar de nou, i aquesta vegada va aparèixer un quart guerrer: Chahuvana (progenitor dels Chauhan). Aquest quart heroi va matar als dimonis.
Les primeres còpies disponibles del Prithviraj Raso no esmenten la llegenda Agnivanshi. És possible que els bards del segle xvi van forçar la llegenda per fomentar la unitat Rajput contra l'emperador mogol Akbar. Adaptacions de la Prithviraj Raso es produeixen en diverses obres posteriors. El Hammira Raso (1728) de Jodharaja, un poeta de la cort del príncep Chandrabhana de Neemrana, estableix que una vegada que el Kshatriyes (guerrers) es van extingir els grans savis es van reunir al Mont Abu i van crear tres herois. Quan aquests tres herois no van poder derrotar els dimonis, van crear a Chahuvanaji. Una lleugera variació es produeix en els escrits de Surya Malla Mishrana, el poeta de la cort de Bundi. En aquesta versió, els diversos déus creen els quatre herois a sol·licitud de Vashistha. D'acord amb el relat de bard del clan Khichi dels Chauhans, els Parwar (Paramares) van néixer de l'essència de Xiva; els Solankhi (Solankis) o els Chaluk Rao (Chalukya) va néixer de l'essència de Brahma; els Pariyar (Parihars o Pratihares) va néixer de l'essència de Devi; i els Chahuvans (Chauhans) va néixer d'Agni, el foc..

## Etnografia
Denzil Ibbetson, un administrador del Raj britànic, classifica als Chauhans com una tribu en lloc de com una casta. Creia, com John Nesfield, que la societat de les províncies del nord-oest de la frontera i el Panjab a l'Índia britànica no va permetre la imposició rígida d'un constructe de castes administrativament definida com pensava que era el seu col·lega, H. H. Risley. D'acord amb Ibbetson, la societat en el Panjab es regia per les idees menys Brahmàniques de casta, basades en el varna (tipus o ordre o classe), i en el seu lloc era més oberta i fluida. Tribus, que considerava que eren grups basats en el parentiu i van dominar àrees petites i eren el tret dominant de la vida rural. Els designadors de casta, com Jat i Rajput, eren títols basats en un estat en què qualsevol tribu que s'aixecava a la prominència social, podria crear un reclam, i que podria ser eliminar pels seus pars si entraven en decadència. Susan Bayly, un antropòleg modern, considera que va tenir "un alt grau de precisió en les seves observacions de la societat de Panjab ... En els seus escrits realment es comença a veure l'inici de l'antropologia moderna índia, amb base regional." "

## Història
Els Chauhans o Chahamanes foren històricament un grup poderós de la regió ara coneguda com a Rajasthan. Per al voltant de l'any 400 fins al segle VII la seva força basada a Sambhar i a l'entorn del llac Sambhar, era una amenaça a la base de poder dels Guhilots al sud-oest de la zona, com també ho va ser la força dels seus clans parents dels Agnivanshi. Van patir un revés el 1192 quan el seu líder, Prithviraj Chauhan, va ser derrotat a la segona batalla de Tarain però això no va significar la seva desaparició. El regne es va trencar en les branques de Satyapura i Devda després de la invasió de Kutb al-Din Aibak el 1197.
La inscripció chauhan més antiga és una inscripció en planxa de coure que es troba a Hansot.
La primera dinastia chauhan va florir entre el segle viii i el XII i fou una de les quatre principals dinasties rajputs (junt amb els Pratihares, Paramares i Chalukya. Al segle xi van trencar lligams amb els Pratihara i el rei Sakhambari va fundar Ajmer (Ajayameru) i al segle xii dominaven Dhilika (Delhi) que el rei Vigraharaja va arrabassar als Tomara. Prithviraj III (1165-1192) va esdevenir el més famós rei chauhan de Delhi i va combatre els musulmans a la primera batalla de Tarain el 1191, i els va aconseguir rebutjar amb suport del maharana de Mewar, però fou derrotat a la segona batalla de Tarain el 1192 i Ghur va ocupar Delhi.
Els chauhans es van posar al servei del maharanes de Mewar. Una branca dirigida per Govinda (net de Pritviraj III) es va establir com a sobirans a Ranthambore vers 1310 i hi van restar fins al segle xiv excepte entre 1326 i 1336 quan va estar en poder d'Iltutmish. Hamir Singh de Mewar (1326–1364) temporalment, i Rana Khumba (1433–1468) de Mewar, definitivament, van dominar Ranthambore; sota Udai Singh I (1468–1473), successor de Khumba, va passar als chauhans hada rajputs de Bundi, principat que s'havia fundat el 1241 (la dinastia chauhan el va regir fins al 1949, amb una branca a Kotah).
El 1365 Ajmer, l'antiga capital dels chauhans, fou ocupada pel maharana sisòdia de Mewar i retornada a un príncep chauhan fins que el 1532 va ser conquerida pel maharajà de Marwar del qual va passar aviat als mongols (1559).
La branca deora dels chauhan va establir un principat a Sirohi a la vora del Mont Abu al final del segle xiv (Sirohi fou fundada el 1405 i refundada el 1425) arrabassant la regió als paramara; el principat va subsistir fins a 1949.

## Dinasties Chauhans
Les dinasties governants principals dels clans chauhans foren:
- Chahamanes de Shakambhari (Chauhans d'Ajmer)
- Chahamanes de Naddula (Chauhans de Nadol)
- Chahamanes de Lata[19]
- Chahamanes de Dholpur[20]
- Chahamanes de Partabgarh[21]
- Chahamanes de Jalor (Chauhans de Jalore), branca escindida dels Chahamanes de Naddula
- Chahamanas de Ranastambhapura (Chauhans de Ranthambore), branca escindida dels Chahamanas de Shakambhari

## Principats natius regits per chauhans
Els principals principats natius regits per dinasties reclamant un origen chauhan foren:[24][25]
- Bundi
- Changbhakar
- Korea
- Kota
- Patna
- Sirohi
- Sonepur

## Chauhans d'Ajmer i Delhi
- Ajay Pal Sakhambari segle xi, fundador d'Ajmer
- Vighrajaya I segle XI
- Vighrajaya II segle xi o XII
- Vighrajaya III segle XII
- Prithviraja I ?-vers 1150
- Jagdeva vers 1150-1152
- Vigraharaja IV 1152-1163
- Apara Gangeya 1163-?
- Prithviraja II ?
- Someshwara ?-1179
- Prithviraj III 1179-1192